# Yagō
Yagō (屋号?), il cui significato letterale è "nome della casa", è un termine applicato nella cultura tradizionale giapponese ai nomi tramandati all'interno di una gilda, di una scuola d'arte o comunque da altre motivazioni che non implichino una discendenza di sangue. Il termine, sinonimo di iena (家名?) e kadona (角名?), è ormai quasi esclusivamente utilizzato per i nomi delle gilde che riuniscono gli attori del teatro kabuki, ma è anche applicabile ai nomi ereditati da un mentore in una scuola d'arte o anche dall'attività imprenditoriale di qualcuno.

## Storia
Il carattere ya (屋) di yagō, è spesso presente alla fine di un nome yagō, con il significato di "casa", "tetto" o "negozio", permettendo così di meglio identificare le origini e i significati del termine. Talvolta uno yagō può essere associato a un mon, un emblema usato per decorare e identificare un individuo o una famiglia che può, a volte, includere un rebus.
Prima di procedere con la storia dell'utilizzo degli yagō occorre far presente che, in Giappone, il cognome fu per molti secoli una caratteristica delle persone di alto rango, mentre la gente comune, di solito, aveva solo un nome, e fu solo nel 1898, in seguito al rinnovamento Meiji, che tutti i giapponesi furono obbligati a dotarsi di cognome.
In origine gli yagō erano i nomi dei luoghi in cui sorgevano case, o comunque edifici, che venivano assunti dagli abitanti. Quando la casa passava di proprietà da una famiglia all'altra, la nuova famiglia ne ereditava il nome, sebbene comunque capitasse spesso che anche i precedenti proprietari decidessero di mantenere quel nome come proprio identificativo. Talvolta una casa prendeva il nome dal luogo in cui si trovava e ciò faceva di conseguenza la famiglia che la occupava, ne sono esempi gli odierni cognomi Hara (原?) (letteralmente "prato") e Sakamoto (坂本?) (letteralmente "piedi di una collina"). Non è ben chiaro quando quest'usanza prese piede, le prime tracce di essa si hanno in alcune cronache scritte risalenti al periodo Muromachi, ma comunque nel tempo gli yagō diventarono un modo per identificare una famiglia o un individuo a partire dalla descrizione del suo luogo di provenienza, dal suo lavoro o da un negozio o attività di sua proprietà.
Gli yagō diventarono anche un mezzo per differenziare discendenze diverse aventi lo stesso cognome o famiglie con lo stesso cognome provenienti da villaggi diversi, ed anche per distinguere il ramo principale (honke) di uno ie (家?) (traducibile come "gruppo familiare") e le sue branche (bunke).
Durante il periodo Edo, le famiglie di mercanti adottarono il proprio yagō come cognome. Questi potevano essere formati dal nome della pronvincia di provenienza più ya (ad esempio Kaga più ya a formare Kagaya o Echigo più ya a formare Echigoya, il nome con cui fu fondata nel 1630 la Mitsukoshi Ltd.) o contenere anche un indicatore dell'occupazione, come nel caso di Minatoya (dove il termine minato significa "porto", "molo", a indicare qualcuno coinvolto nelle spedizioni o nel commercio marittimo).

## Artisti
Gli yagō furono e sono tuttora largamente usati nell'ambito del teatro kabuki, dove gli attori si tramandano un nome relativo alla propria gilda. Ad esempio, molti degli appartenenti alla famosa famiglia di attori degli Ichikawa, e in particolare alla linea degli Ichikawa Danjūrō, sono conosciuti anche con lo yagō di Naritaya (casa Narita), che indica la loro gilda di appartenenza all'interno del mondo kabuki. Ciò li lega quindi agli altri Naritaya, e indica i loro studi e il loro apprendistato che essi possono aver effettuato anche assieme ad attori provenienti da altre famiglie. Gli yagō degli attori erano e sono spesso scelti per evocare grandi attori del passato e, nel teatro kabuki, è una pratica comune (chiamata kakegoe) quella in cui alcuni membri del pubblico urlano lo yagō di un attore mentre questi è impegnato nell'esecuzione di una posa particolare (detta mie), spesso associata proprio alla linea di discendenza dell'attore.
Come in molte altre parti del mondo, anche in Giappone accade che artisti, scrittori e poeti utilizzino uno pseudonimo per firmare le loro opere. Talvolta questi pseudonimi derivano dai nomi dei mentori dei suddetti artisti e possono essere considerati degli yagō anche se più spesso tali nomi d'arte in giapponese sono chiamati kagō (家号?) o semplicemente gō (号).